# Wingolfsbund
Der Wingolfsbund ist ein Korporationsverband christlicher, überkonfessioneller, farbentragender, nichtschlagender Studentenverbindungen. Er ist der älteste Korporationsverband (seit 1844) in Deutschland und gilt als eine der ersten interkonfessionellen, ökumenischen Gemeinschaften. Zum Wingolfsbund gehören derzeit 34 aktive Verbindungen in 33 Hochschulorten in Deutschland, Österreich und Estland (Stand: Juni 2022). Der Wingolf hat etwa 4000 Mitglieder (2024) in den aktiven und vertagten Wingolfsverbindungen.
Der Wingolf pflegt freundschaftliche Kontakte zum Falkensteinerbund in der Schweiz.

## Leitgedanke
Wahlspruch des Wingolfsbundes ist Δι’ ἑνὸς πάντα – „Di henòs pánta“ (griech.: Durch einen (Jesus Christus) alles – Philipper 4,13). Grundsätze des Wingolfs sind christliches Bekenntnis, Lebensbundprinzip und korporative Form. Der Wingolf verwirft seit seiner Gründung auf Grund des christlichen Prinzips Duell und Mensur; er ist damit der historisch erste Korporationsverband, der das Duell ablehnt. Der Wingolfsbund und seine Mitgliedsverbindungen sehen sich als politisch und konfessionell ungebunden.

## Geschichte des Wingolfsbundes

### Ursprünge

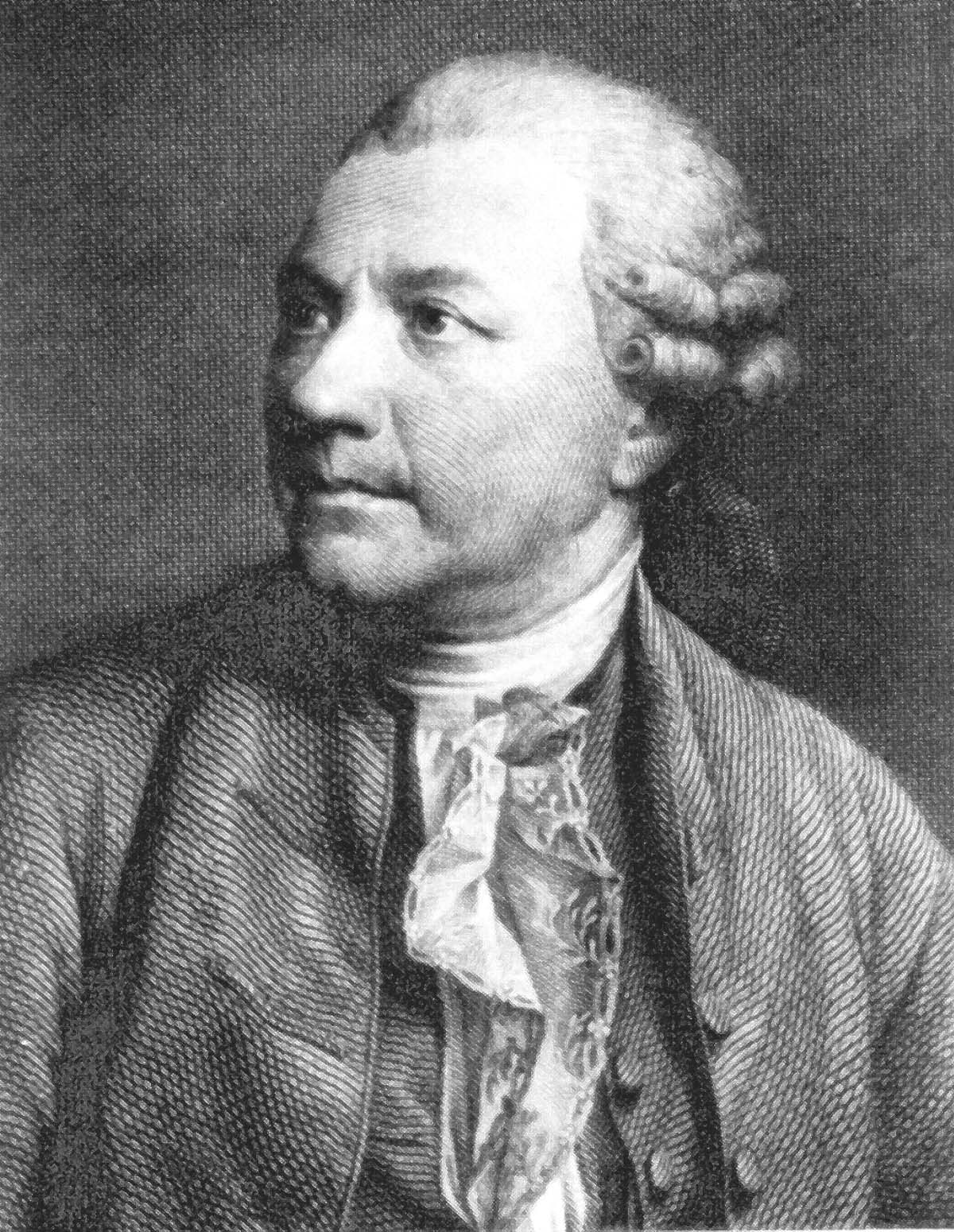
Friedrich Gottlieb Klopstock 1724–1803

Das Wort Wingolf entstammt dem altnordischen Wort Vingólf, das in der germanischen Mythologie einen Raum (oder Platz) neben Walhall – die Freundeshalle – bezeichnet.
Friedrich Gottlieb Klopstock griff dieses Wort auf. 1767 schrieb er seine Ode „An des Dichters Freunde“ aus dem Jahre 1747 um in eine Liedfolge in germanischem Gewand unter dem Namen Wingolf. Er entlieh das Wort im Zuge der aufkommenden Begeisterung für die angeblich wiederentdeckten Dichtungen des keltischen Barden Ossian der Mythologie im Sinne eines Freundschaftsbundes.
Christliche Studentenkreise in verschiedenen Universitätsstädten übernahmen um 1840 das Wort und nannten sich Wingolf. Die erste Wingolfsverbindung entstand 1841 in Bonn. Der Wingolfsbund als Dachverband wurde Pfingsten 1844 auf dem Konzil zu Schleiz gegründet, an dem die Uttenruthia Erlangen als Keimzelle des Erlanger Wingolf, der Alte Hallenser Verein und der Berliner Wingolf teilnahmen. Der nicht anwesende Bonner Wingolf akzeptierte die Beschlüsse für sich. Bereits hier wurden gemeinsame Kriterien für die Mitgliedschaft und die Ausgestaltung des Verbindungslebens vereinbart. Die Beschlüsse lauteten im Einzelnen:
1. Aufnahmebedingung für Christen: ernstes sittliches Streben nach Wahrheit,
2. für Juden: ein über das Judentum hinausgehendes Streben[5],
3. Erbauungskränzchen durch freie Übereinkunft einzelner Mitglieder,
4. keine Accomodation an fremdes Studentenwesen,
5. keine Abzeichen,
6. kein gemeinsamer Name (weil man sich auf keinen gemeinsamen Namen einigen konnte[6]),
7. absolute Verwerfung des Duells,
8. Fechten und Turnen ist Vereinssache,
9. Kneipabend als Anhaltspunkt des Vereinslebens, sittlich-wissenschaftlich-geselliger Charakter, Verwerfung des Bierkomments,
10. Landesvater ist nicht zu rezipieren, weil seine Bedeutung ungewiss und durch ihn ein untergeordnetes Moment zur Hauptsache gemacht würde,
11. Kartellverhältnis: Wer Mitglied eines Vereins, sei eo ipso Mitglied des andern. Ebenso mit dem Austritt und Ausschluss,
12. alle drei Jahre Zusammenkunft, am Stiftungstag Briefe. Mitteilung der Vereinsgeschichte jedes Semesters.[7]

Damit war der älteste heute noch bestehende studentische Dachverband gegründet.
Das Verhältnis zum Bonner Wingolf (nun Germania) kühlte im Verlauf des WS 1845/1846 und SS 1846 immer weiter ab. Dieser beschimpfte die Berliner Verbindung als „Pietisten und Mucker“. Damit war aber der Stellenwert des Christlichen längst nicht geklärt. Bald entstanden neue Spannungen, unter anderem weil die christliche Ausprägung weiterhin unterschiedlich war. Nachdem sich der etwas freier ausgerichtete Bonner Wingolf im Sommer 1844 in Germania umbenannt hatte, wurde dieser Name zum Sinnbild einer freieren Richtung. Im Weiteren kam es in Berlin (WS 1845/1846) und Marburg (1851) zu Abspaltungen einer Germania. In Erlangen kam es schließlich 1850 zu einer Trennung zwischen der Uttenruthia und dem Erlanger Wingolf.
In der Revolution von 1848 nahm man entschieden Partei für die Konservativen und beteiligte sich insbesondere in Berlin gemeinsam mit den dortigen Corps Borussia (nicht mit dem heutigen Corps Borussia Berlin identisch) und Guestphalia an der Bürgerwehr auf Seiten der Monarchisten. Während des Wartburgfestes der Studentenschaft 1848 tagten die Verbindungen des Wingolf (Berliner Wingolf, Hallenser Wingolf, der im Vorjahr gegründete Marburger Wingolf und Uttenruthia Erlangen) gleichzeitig im Schwarzburger Hof bei Blankenburg und sprachen sich, nachdem ihnen ein Bote von den Beschlüssen und Forderungen auf der Wartburg berichtet hatte, entschieden dagegen aus. Die auf die Wartburg übersandte Erklärung löste dort großen Unwillen aus.
1850 traf sich der Wingolf selbst erstmals zu seinem Wartburgfest in Eisenach, das bis heute alle zwei Jahre dort stattfindet. Dabei wurde das erste Prinzip erarbeitet: „Der Wingolf ist ein christlicher Studentenverein und will das Studententum mit dem Christentum durchdringen!“ 1852 schloss man sich noch enger zum „Gesamtwingolf“ zusammen und definierte sich rechtlich als eine Verbindung an verschiedenen Universitäten. Darauf stützt sich die Idee des Singularitätsprinzips, d. h., dass nur eine Wingolfsverbindung an einer Universität bestehen sollte. Wingolfsverbindungen entstanden 1850 in Rostock und Dorpat, 1851 in Heidelberg, 1852 in Gießen, 1855 in Leipzig sowie 1857 die Argentina Straßburg. 1853 erkannte der Wingolf das Schwizerhüsli Basel als Bruderverbindung an. Die Tendenz einiger Wingolfsverbindungen zu größerer Eigenständigkeit und eine unterschiedliche Auslegung des christlichen Prinzips führten zur Spaltung in einen „engeren“ und einen „weiteren“ Gesamtwingolf. 1860 wurde dieser daher durch einen föderaleren Verband (über die Definition des engeren und weiteren Gesamtwingolf) ersetzt.

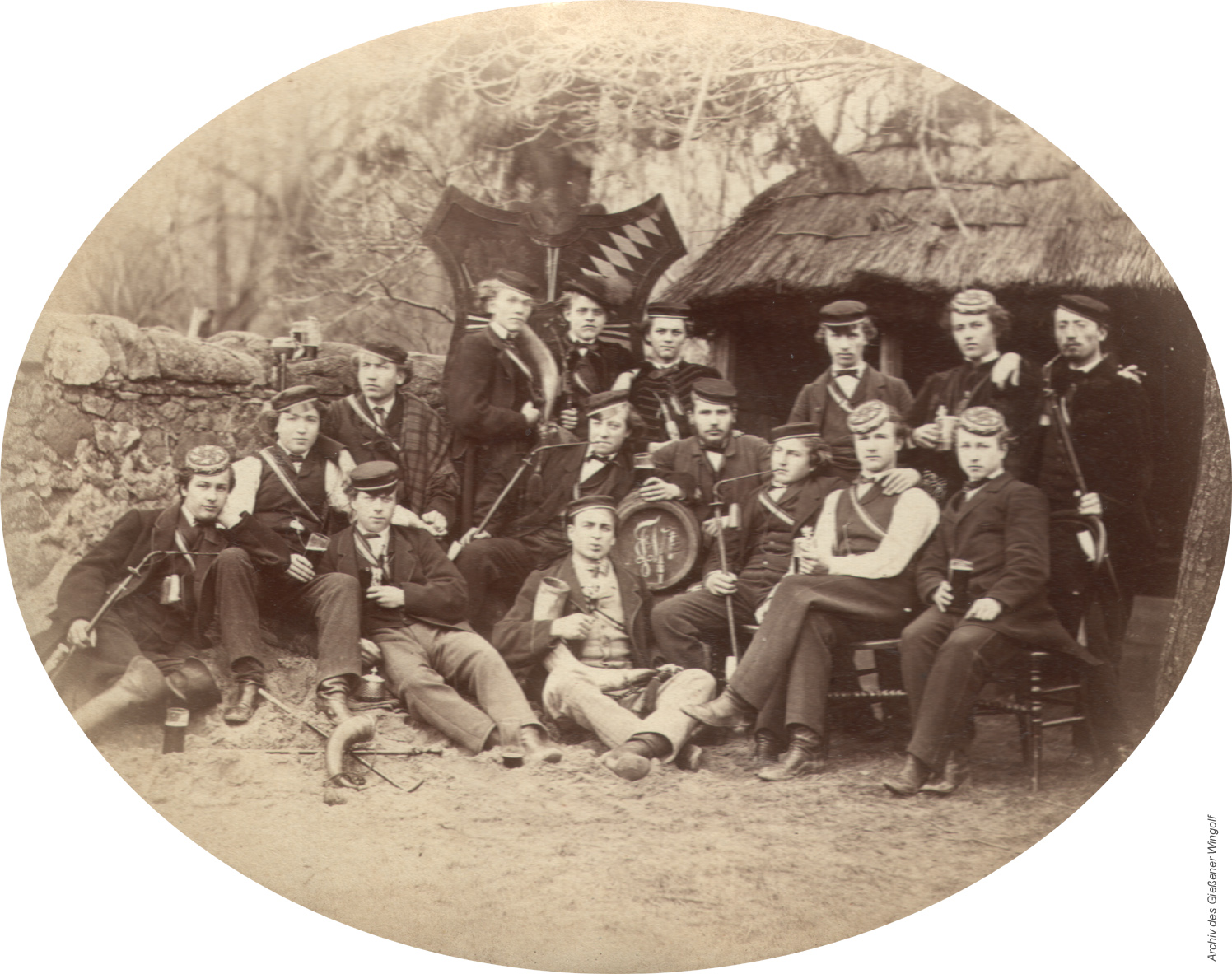
Gießener Wingolf 1863

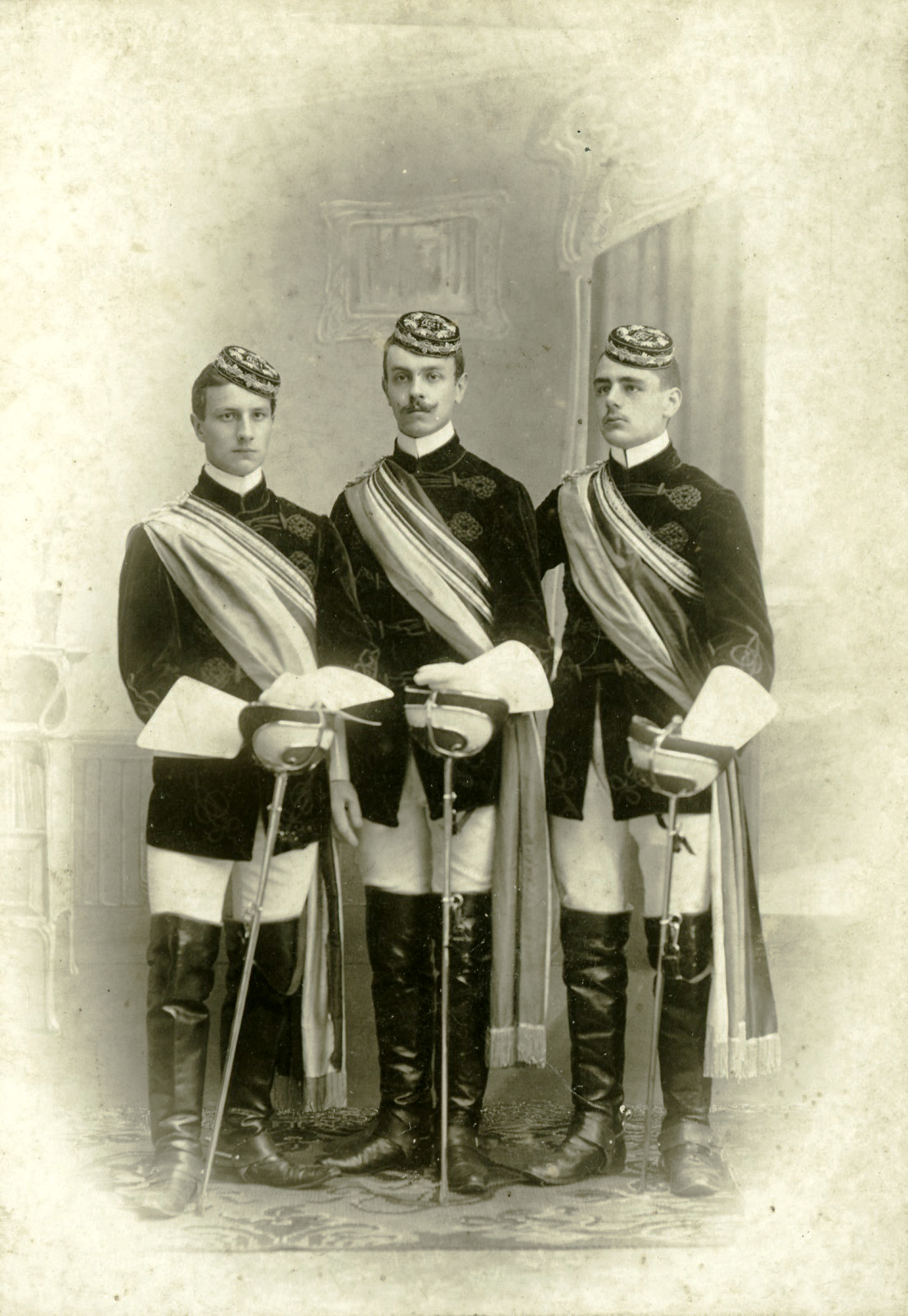
Rostocker Wingolf 1904

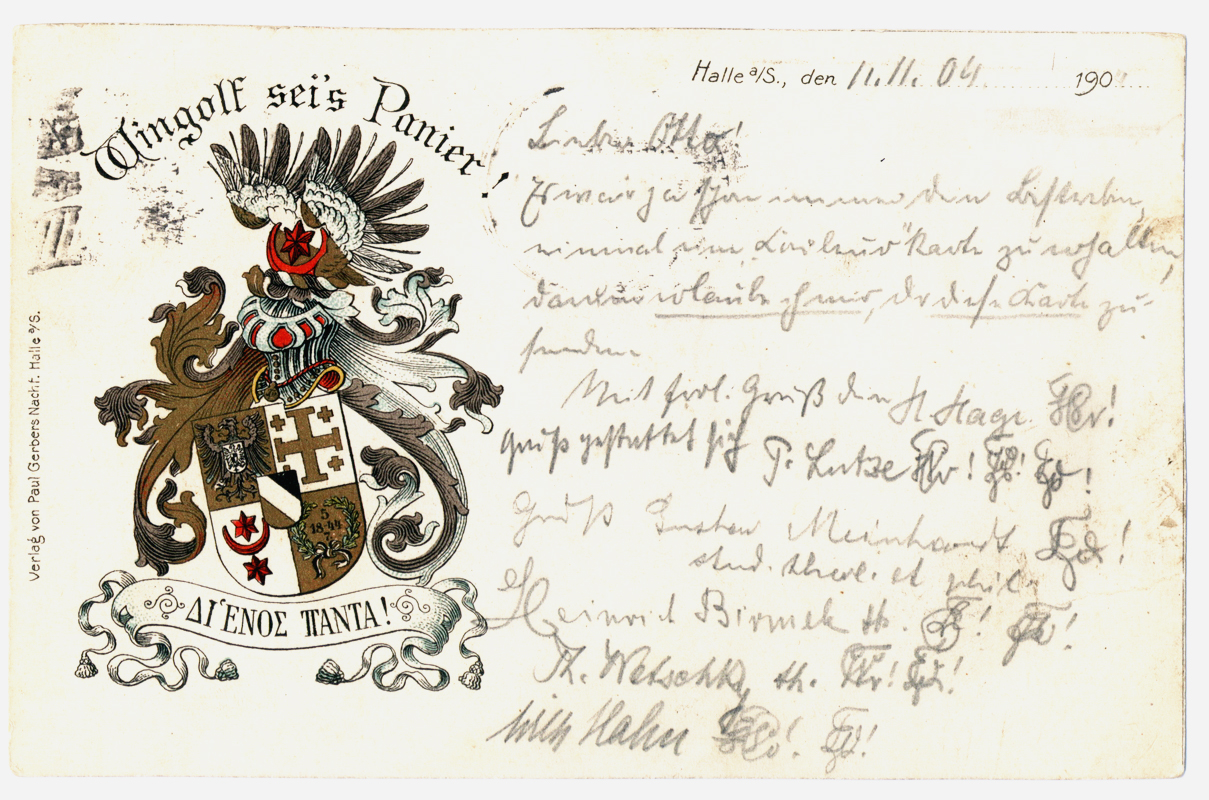
Historische Couleurkarte von 1904

Im Rahmen der deutschen Einigungskriege konnte der Wingolf sein Ziel, sich von jeder politischen Betätigung fernzuhalten, nicht einhalten. So trat der Marburger Wingolf nach der Annexion Kurhessens durch Preußen 1867 aus dem Bund aus und die französischen Mitglieder der Argentina Straßburg verließen diese 1871 auf Grund der Eingliederung Elsaß-Lothringens in das Deutsche Reich.
Die einzelnen Wingolfsverbindungen wurden im 19. Jahrhundert von Studenten der Theologie in Universitätsstädten mit evangelischen Fakultäten gegründet. Der Wingolf war entsprechend dem evangelisch-lutherischen Kirchenverständnis und der Sichtweise des sogenannten „neuerwachten Glaubenslebens“ (Pietismus des 19. Jh.) von Anfang an überkonfessionell. Katholische Studenten traten jedoch im 19. Jahrhundert häufig den später gegründeten katholischen Studentenverbänden bei.
Mit Hilfe örtlicher Pfarrer, die Mitglieder des Wingolfs waren, entstanden seit dem Ende des 19. Jahrhunderts Wingolfsverbindungen auch an Technischen Hochschulen (nachdem man lange um die Gleichwertigkeit des Hochschulzugangs gestritten hatte, das sog. Maturitätsprinzip).

### Weimarer Republik und NS-Diktatur
Nach dem Ersten Weltkrieg stieg die Zahl der studierenden Wingolfiten rasch wieder an; so wurden im Sommersemester 1919 bereits 855 Aktive gezählt. Die Tendenz innerhalb des Wingolfs und innerhalb der einzelnen Wingolfsverbindungen war uneinheitlich. So förderte der Verband Alter Wingolfiten unter dem ab 1919 amtierenden Generalsekretär Robert Rodenhauser einen zentralistischen und nationalen Kurs. Einige Wingolfsverbindungen beteiligten sich zum Teil aktiv an Freikorpskämpfen, wie etwa große Teile des Münsterschen Wingolfs (III. Bataillon der Akademischen Wehr Münster unter Martin Niemöller) bei der Sicherung von Bahnhöfen und Brücken gegen sozialistische Aufständische, der Erlanger Wingolf im Freikorps Epp am Kampf gegen die Münchner Räterepublik, der Marburger Wingolf bei der Niederschlagung des Ruhraufstands sowie der Greifswalder Wingolf bei der Abwehr polnischer Nationalisten in Oberschlesien. In anderen Wingolfsverbindungen, namentlich im Gießener Wingolf, fanden christlich-soziale Strömungen Zulauf; Einzelpersonen wie Paul Tillich vertraten einen Christlichen Sozialismus. 1919 lehnte es der Wingolf nach interner Forderung ab, das „Deutschtum als tragende Säule“ des Bundes anzusehen.
Nach der Abschaffung der Monarchie in Deutschland wurde der „Landesvater“ als studentischer Brauch im Wingolfsbund in „Treueschwur“ umbenannt. 1921 kam es zum Erlanger Verbände- und Ehrenabkommen zwischen schlagenden und nichtschlagenden studentischen Dachverbänden. 1923 musste die drei Jahre zuvor entstandene Verbindung Hohenstaufia zu Würzburg aus dem Wingolfsbund austreten, da sie die Mensur nicht kategorisch ablehnte. Seit 1925 tragen die Mitglieder des Wingolfs als Erkennungszeichen die bis heute bestehende Bundesnadel.
Nach der Machtübernahme Hitlers stieg der Druck auf die Studentenverbindungen stark an. Dennoch hofften viele Wingolfiten, ihr Bund könne unter den bestehenden korporativen und christlichen Prinzipien erhalten werden. Daher wurde 1933 nach heftigen internen Diskussionen das Führerprinzip eingeführt und der bisherige VAW-Geschäftsführer Robert Rodenhauser zum neuen „Bundesführer“ bestimmt; die einzelnen Activitates wurden durch so genannte „Burschenführer“ geleitet. Rodenhauser war dabei unter Anhängern des Regimes umstritten, da er kein Politiker mit überzeugter nationalsozialistischer Weltanschauung war. Im selben Jahr beugte sich der Wingolf dem Druck der NS-Rassengesetzgebung, indem Christen jüdischer Abstammung aus dem Verband ausgeschlossen wurden. Rodenhauser befürwortete in diesem Zusammenhang die Auflösung des Bundes, konnte sich aber nicht gegen die aktiven Studenten durchsetzen.
Da ab Juli 1933 nur noch Gruppen von etwa 40 Korporationen eine Stimme im Verbänderat der Deutschen Studentenschaft haben sollten, kam es zu einer Arbeitsgemeinschaft des Wingolfsbundes mit dem Schwarzburgbund und dem Verband Deutscher Burschen, um gemeinsam größeren Einfluss zu erlangen; diese wurde jedoch bereits im April 1934 durch den Schwarzburgbund gekündigt. Die am 12. Januar 1935 gegründete Gemeinschaft studentischer Verbände unter Führung von Staatssekretär Hans Heinrich Lammers wurde vom Nationalsozialistischen Deutschen Studentenbund (NSDStB) als Gesamtvertretung der studentischen Verbände anerkannt und stand auch nichtschlagenden Korporationen offen. Rodenhauser beantragte die Aufnahme des Wingolfsbundes, welche allerdings an der Auflösung des GStV am 8. September desselben Jahres scheiterte.
Die Forderung des NSDStB, unbedingte Satisfaktion zu geben, d. h. das Duell zuzulassen, wurde vom Wingolf entschieden abgelehnt, sodass es am 22./23. Februar 1936 zur Selbstauflösung des Bundes kam. Einige Verbindungen stellten ihren Aktivenbetrieb umgehend ein, andere wandelten sich in „Christliche Arbeitskreise“ um; diese scheiterten jedoch meist, da sie auf Grund der fehlenden korporativen Form dem Wingolf wesensfremd waren. Einzelne Wingolfsverbindungen existierten im Untergrund weiter.
Die Wingolfsverbindung Argentina Straßburg bestand an der nationalsozialistisch dominierten Reichsuniversität Straßburg bis zum 2. Oktober 1941 fort. Danach wurde sie als NS-Kameradschaft Karl Hackenschmidt fortgeführt und akzeptierte einschließlich ihrer Altherrenschaft das Bekenntnis zur unbedingten Satisfaktion. Sie bestand bis zum Frühjahr 1944. Die Verhandlungen zur Umwandlung mit den deutschen Behörden führte für die Argentina der zum Kreisleiter von Straßburg ernannte Hermann Bickler. Vorsitzender des Altherrenbundes der Kameradschaft wurde der von den Nationalsozialisten zum Bischof der Protestantischen Kirche Augsburgischen Bekenntnisses von Elsass und Lothringen eingesetzte Karl Peter Maurer.
Nicht wenige Studenten des Wingolfs schlossen sich hingegen der Bekennenden Kirche (BK) an oder besuchten die von der Landeskirchenleitung untersagten Predigerseminare der BK (z. B. Karl Zeiß); diese standen unter der Androhung der Nichtanerkennung des theologischen Examens.
Der VAW umging die Auflösung durch zwangsweise Eröffnung des Liquidationsverfahrens, welches jedoch nicht abgeschlossen wurde. Daher konnte die Tätigkeit des Verbandes nach dem Zusammenbruch des NS-Regimes bald wieder aufgenommen werden. Eine Aufarbeitung der eigenen Geschichte in den einzelnen Verbindungen fand im Wesentlichen seit den 1980er Jahren statt.

### Entwicklung nach dem Zweiten Weltkrieg
Im August 1945 trafen sich auf der Kirchenkonferenz von Treysa die dort anwesenden Wingolfiten zu einer Aussprache über die Zukunft ihres Verbandes. Dabei wurde beschlossen, die Philistervereine und Bezirksverbände des VAW neu zu gründen, und der Plan verfasst, die aktiven Verbindungen wieder aufzubauen. Doch schon bald wurde klar, dass ein unproblematisches Anknüpfen an die Zeit vor 1936 nicht möglich war, neben Vorbehalten der Alliierten gab es auch innerhalb der Philisterschaft Bedenken grundsätzlicher Natur. Gleichzeitig kam es jedoch innerhalb der Studentenschaft – meist von Philistersöhnen oder dem Umfeld Evangelischer Studierendengemeinden – zu Interesse an der Gründung christlicher Korporationen. So kam es in den Jahren 1947 bis 1949 zur Wiedergründung von zwölf aufgelösten Wingolfsverbindungen sowie zu den Erstgründungen des Braunschweiger und des Mainzer Wingolfs, meist als sogenannte Gemeinschaftsgründungen unter der Mitwirkung von Studenten und Philistern. Der Wingolfsbund als solcher entstand am 24. November 1948 auf der Basis der Vorkriegssatzung auf einem Seniorenconvent von sieben Wingolfsverbindungen, davon sechs aus der amerikanischen Besatzungszone, in der der Widerstand gegen das Korporationswesen geringer als in der britischen und französischen Zone war. Im Juni 1949 nahm der Wingolfsbund in Eltville am Rhein die Tradition der Wartburgfeste wieder auf, die bis zur Wiedervereinigung alle zwei Jahre an einem anderen Ort in der Bundesrepublik Deutschland stattfanden.
Das wingolfitische Leben in der DDR beschränkte sich auf lose, informelle Kontakte von Philistern, die von den Machthabern unerkannt oder unbehelligt blieben. Ebenso gab es bis 1989 als Familientreffen getarnte Veranstaltungen von Philistern aus Ost und West sowie Aktiven des Berliner Wingolfs im Osten Berlins. In den 1950er Jahren übernahmen eine Reihe von Wingolfsverbindungen in der Bundesrepublik die Patenschaft für vertagte Korporationen auf dem Gebiet der DDR und den Ostgebieten des Deutschen Reiches. Dadurch entstanden vielfach bis heute bestehende enge Bindungen zwischen verschiedenen Wingolfsverbindungen.
Von 1950 bis 1956 wurden elf weitere vertagte Wingolfsverbindungen wiedergegründet (neun in Westdeutschland, 1954 der Wingolf zu Wien und 1955 der Berliner Wingolf als Fusion der drei zuvor in der Hauptstadt bestehenden Verbindungen). Neu entstanden und bis heute aktiv sind seit 1950 der Clausthaler Wingolf „Catena“ (1950), die Chattia zu Aachen (1952), der Mannheimer Wingolf (1953) und die C.D.St.V. Nibelungen zu Siegen (gegründet 1962, Mitglied im Wingolf seit 1979). Daneben entstanden bis 1990 Wingolfe in Saarbrücken, Dortmund, Bochum, Osnabrück, Kaiserslautern und Fulda, die nach einigen Jahren vertagt wurden und aktuell über keinen Aktivenbetrieb mehr verfügen. Mitte der 1960er Jahre erreichte der Wingolfsbund mit 31 Verbindungen und 1660 studierenden Bundesbrüdern ein Rekordhoch an Mitgliedern.
Wie alle Studentenverbindungen war auch der Wingolf von der Studentenbewegung der 1960er Jahre stark betroffen. Die Konkurrenz durch politische Studentenverbände und der gesellschaftliche Wandel führten zu deutlich sinkenden Aktivenzahlen und zur Vertagung von insgesamt zehn Wingolfsverbindungen zwischen 1968 und 1975. Innerhalb der Verbindungen – sowohl unter Aktiven als auch unter Philistern – kam es zu Diskussionen über Hochschule, Staat und Gesellschaft. Auf Basis des christlichen und politisch ungebundenen Prinzips wurden im Wingolf Reformen in der Gesellschaft und den Verbindungen gefordert, systemverändernde Tendenzen aber strikt abgelehnt. Am weitesten ging dabei das Reformprogramm des Göttinger Wingolfs aus den Jahren 1969/70, das zu Grundsatzdiskussionen im Wingolf führte. Neben der Abschaffung des Fuxenstatus und Ablösung der Chargen durch Kommissionen wurde den am Aktivenbetrieb mitwirkenden Studentinnen eine Mitgliedschaft – wenn auch nicht als Vollmitglieder – ermöglicht. Nachdem im Folgejahr auch im Hannoverschen Wingolf Studentinnen aktiv geworden waren, stellte der Vertreterconvent 1972 die „Bielefelder Erklärung“ zusammen, in der die Stellung der Studentinnen zum Wingolf beschrieben wurde:
1. kein Mitspracherecht in Bundesangelegenheiten
2. kein Eintrittsrecht in andere Wingolfsverbindungen bei Hochschulwechsel
3. kein Recht auf Philistration
4. kein passives Wahlrecht zum Sprecher

Durch die Vertagung des Göttinger Wingolfs 1973 war die konkrete Frauenfrage lokal auf Hannover begrenzt. Nach einer Neuorientierung in den 1970er-Jahren wuchs der Wingolf in den 1980er-Jahren wieder.

### Seit der Wiedervereinigung
Nach der friedlichen Revolution in der DDR wurde das Wartburgfest 1991 unter dem damaligen Bundessprecher Johannes Kahrs erstmals wieder in Eisenach ausgerichtet, wo es seither zweijährlich stattfindet. 1992 kam es zu einer erneuten Präzisierung der Grundlagen des Wingolfsbundes. Seither bestimmen diese wieder ein deutliches christliches Bekenntnis. Gleichzeitig wurde jedoch auch klargestellt, dass – was schon zuvor eigentlich als selbstverständlich galt – die Mitgliedschaft im Wingolf jedem Christen unabhängig von seiner nationalen Identität möglich ist. Die entscheidenden Sätze der Neufassung lauten: „Die Mitglieder der einzelnen Wingolfsverbindungen bekennen sich ungeachtet ihrer Konfession zu Jesus Christus und finden sich in einer auf diesem Bekenntnis gegründeten Lebensgemeinschaft zusammen. (…) Die Mitgliedschaft in den einzelnen Wingolfsverbindungen ist unabhängig von politischen, nationalen und ethnischen Gesichtspunkten“. Diese Klarstellung war nötig geworden, da sich in den ostdeutschen Verbindungen eine Hinwendung zu burschenschaftlich-nationalen Anschauungen entwickelte und gleichzeitig die Aufnahme von ungetauften Studenten, die in der ehemaligen DDR aufgewachsen waren, in einigen Verbindungen diskutiert wurde.
Es kam zu erfolgreichen Wiedergründungen der seit 1935 aufgelösten Verbindungen an der Friedrich-Schiller-Universität Jena (1990), des Leipziger Wingolf (2001), des Hallenser Wingolf (2002), des Rostocker Wingolf (1995) und der Arminia Dorpatensis im estnischen Tartu an der Universität Tartu (1994, bereits 1883 vertagt). An der Universität Erfurt kam es 1997 zu einer Neugründung. In den alten Ländern entstand der Wingolf an der Universität Bremen (1998).
Im Verborgenen entstanden Studentenverbindungen in der DDR. 1990 schlossen sie sich in der Rudelsburger Allianz zusammen. Die 1977 in der DDR gegründete Ottonia Magdeburg wurde 1991 in den Wingolfsbund aufgenommen. Anfang der 90er Jahre kam es insbesondere bei neugegründeten bzw. wiedergegründeten Verbindungen in Ostdeutschland (Jena, Magdeburg, Berlin) zu deutschnationalen Tendenzen. Diese Tendenzen riefen den erheblichen Widerstand einiger Wingolfsverbindungen hervor, die diese für unvereinbar mit dem Wingolfsgedanken hielten und nicht mitzutragen bereit waren. Da die sich deutschnational gebenden Verbindungen im Philisterrat des VAW durchaus Unterstützung fanden, entwickelte sich eine scharfe Auseinandersetzung, die zeitweilig in einen neuen Prinzipienstreit über eine nationale Ausrichtung des Bundes zu münden drohte und die schließlich über eine Dreiviertelmehrheit des Wingolfsbundes unter Führung des Gießener Wingolf mit dem endgültigen Ausschluss der Ottonia Magdeburg aus dem Wingolfsbund endete. Die bereits wenig Aktive umfassende Ottonia vertagte sich am 25. Oktober 1997. Die Mitglieder des Altherrenvereins der Ottonia sind entgegen der Satzung des VAW aufgrund eines Beschlusses des Philisterrats trotz ausgeschlossener aktiver Verbindung weiterhin Mitglied im VAW, womit man sich gegen den Beschluss des Wingolfsbundes wenden wollte. Versuche der Revision des Ausschlusses durch den Philisterrat scheiterten regelmäßig am Wingolfsbund.
Im Jahr 2009 kündigte der Wingolfsbund das Arbeits- und Freundschaftsabkommen mit dem Verband der Vereine Deutscher Studenten (VVDSt) auf.
Der WB war bis Juni 2014 Gründungsmitglied im Convent Deutscher Korporationsverbände (CDK) und der Verband Alter Wingolfiten (VAW) bis Ende 2012 Gründungsmitglied im Convent Deutscher Akademikerverbände (CDA).

## Aufbau und Struktur

### Mitglieder
Bundesglieder des Wingolfsbundes sind zunächst die aktiven Wingolfsverbindungen. Zwar nehmen die Bundesorgane (s. u.) übergreifende Aufgaben wahr, die Einzelverbindung bleibt aber in ihrer Verfasstheit selbstständig (Conventsprinzip, Geltung des Comments). Ein einzelner Wingolfit ist also zunächst Mitglied einer Wingolfsverbindung. Die Wingolfsverbindungen gewähren ihren Mitgliedern gegenseitiges Eintrittsrecht (→ Mehrbandträger), wenngleich eine gleichzeitige Mitgliedschaft in einer Verbindung außerhalb des Wingolfsbundes (CV, Corps, Burschenschaft etc.) nicht möglich ist. Eine Ausnahme bilden nur Verbindungen, die die Mitgliedschaft im Wingolfsbund anstreben, sowie die Glieder des Falkensteinerbundes in der Schweiz, mit dem im Rahmen des Freundschaftsabkommens auch die Möglichkeit der Mitgliedschaft in Verbindungen beider Verbände besteht.
Mit dem Wechsel in die Altherrenschaft (oder Philisterium) der Heimatverbindung gelten die Mitglieder ihren Heimatverbindungen als außerordentliche Mitglieder. In einigen Wingolfsverbindungen ist die Beschreibung des Verhältnisses der Mitglieder des Philisteriums zur aktiven Verbindung unklar.
Alle Mitglieder des Wingolf stehen zueinander im Duz-Comment, wenngleich die Brüder innerhalb der eigenen Wingolfsverbindungen den Zusammenhalt und die Freundschaft betreffend ein besonders intensives Verhältnis pflegen.

### Bundesorgane
Für übergeordnete Aufgaben hat sich der Wingolfsbund Strukturen gegeben. Jeweils eine der aktiven Wingolfsverbindungen übernimmt für den Zeitraum von zwei Jahren die Vorortschaft im Wingolfsbund. Gewählt wird der neue Vorort während eines Chargiertenconventes auf dem Wartburgfest. Zentrale Aufgaben des Vororts sind die Organisation des nächsten Wartburgfestes und die Moderation bundesweiter Entscheidungen und Beschlüsse. Üblicherweise wählt der Chargiertenconvent eine personell starke Wingolfsverbindung zum Vorort.
Zur Wahrnehmung der ihm übertragenen Pflichten wählt der Vorort folgende Ämter, die als Bundeschargen bezeichnet werden:
- Bundessprecher des Wingolfsbundes (B-x)
- Bundesschriftwart (B-SW bzw. B-xx)
- Bundeskassenwart (B-KW bzw. B-xxx).

Dabei muss lediglich der B-x zur jeweiligen Vorortsverbindung gehören. Hinzu kommen andere Beauftragungen und Entsendungen, beispielsweise in den Redaktionsbeirat der Wingolfsblätter oder als Beauftragter für digitale Kommunikation.

### Verband Alter Wingolfiten (VAW)
Der VAW bildet die Dachorganisation aller Altherrenvereine der Wingolfsverbindungen. Hinzu kommen sogenannte Bezirksverbände (BV), die alle Mitglieder nochmals nach Regionen geordnet zusammenfassen. Diese Doppelstruktur ist einzigartig in der Korporationslandschaft. Der VAW übernimmt zum Beispiel Aufgaben der Finanzierung und Bewerbung bundesweiter Initiativen. Er fungiert als Herausgeber der Wingolfsblätter und der Schriftenreihe aus dem Wingolf.
Der VAW wählt auf seinem Convent anlässlich des Wartburgfestes den Philisterrat. Dieser wählt aus seiner Mitte drei VAW-Vorsitzende.

### Konventionen
Im Wingolf existierten und existieren verschiedene Konventionen als engere Zusammenschlüsse einzelner Verbindungen. Derzeit bestehen drei solcher Konventionen:
- Die Gernsbacher Konvention ist ein Treffen der südwestdeutschen Wingolfsverbindungen, das im Gedenken an August Eisenlohr[31] seit 1892 alle zwei Jahre an Christi Himmelfahrt, alternierend zum Wartburgfest, in Gernsbach stattfindet.[32] Zu ihr gehören aktuell der Mainzer Wingolf, Frankfurter Wingolf, Darmstädter Wingolf, Heidelberger Wingolf, Mannheimer Wingolf, Karlsruher Wingolf, Hohenheimer Wingolfsverbindung Fraternitas Academica, Stuttgarter Wingolf, Freiburger Wingolf, Tübinger Wingolf und der Münchner Wingolf.[33]
- Die Diezer Konvention vereint sechs Korporationen, die sich zum Ziel gesetzt haben, korporative und christliche Werte im Wingolfsbund zu erhalten und zu erneuern. Sie besteht in ihrer heutigen Form seit 1990.
- Die Nordbundkonvention ist ein geographischer Zusammenschluss der Wingolfsverbindungen in Rostock, Hannover, Berlin, Dorpat und Hamburg und besteht seit 2018.[34]

Der Vorläufer der ersten Diezer Konvention gründete sich 1873 durch den Bonner, Gießener und Marburger Wingolf unter dem Namen „Konvention des Marburger, Gießener und Bonner Wingolfs zu Limburg an der Lahn“. Zweck dieser ersten Zusammenkunft war es, sich gegenseitig und mit Philistern in Limburg zu treffen. Im Laufe der Jahre entwickelte sich die „Konvention zu Limburg an der Lahn“ zu einer Regionalkonvention, die in den Jahren zwischen den Wartburgfesten abgehalten wurde. Von 1890 bis 1932 traf man sich im später namensgebenden Ort Diez. Auf Basis des Marburger Papiers wurde am 16. Dezember 1990 die „Diezer Konvention“ erneuert. Unter dem Eindruck der historischen Konvention übernahmen der Bonner, der Gießener und der Marburger Wingolf die alte Namensgebung. Intention dieser neuen Zusammenkunft war die Stärkung korporativer und christlicher Prinzipien innerhalb des Wingolfsbundes. Im Jahr 1991 schlossen sich der Kieler Wingolf und die Wingolfsverbindung Chattia zu Würzburg der Konvention an. Seit November 2023 gehört auch der Göttinger Wingolf zur Diezer Konvention.
Jährlich findet im November ein Konventionstreffen wechselnd in einem dieser sechs Hochschulorte statt. Der Sprecher der Diezer Konvention, der Diez-X, wird in der jeweiligen Vorortsverbindung aus deren eigenen Reihen gewählt.

## Couleur und Bundeslied

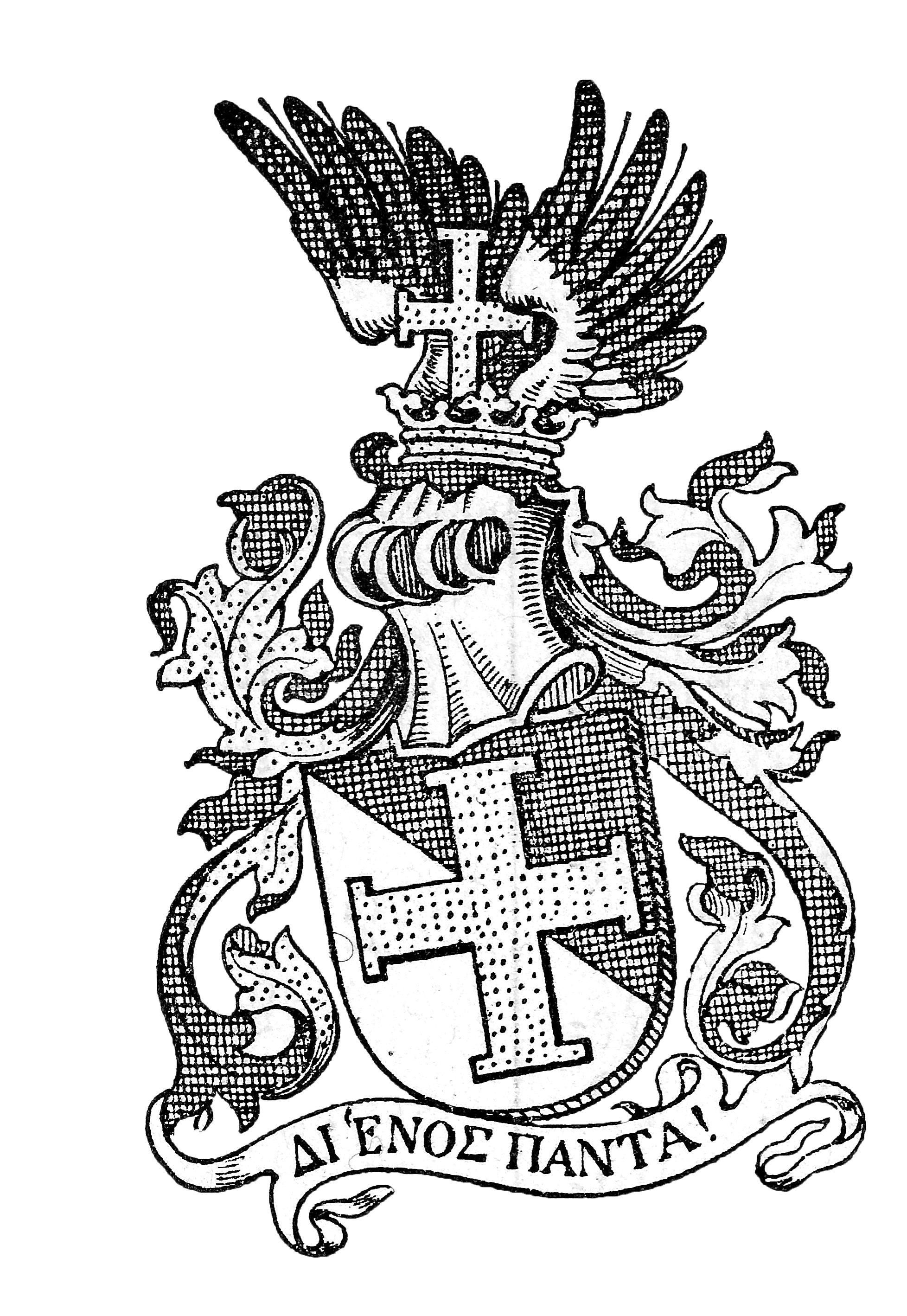
Wappen des Wingolfsbundes 1885–1912

### Wappen
Auf dem Wappen des Bundes ist auf schwarz-weiß schrägrechts geteiltem Grund ein schwebendes Kruckenkreuz in Gold (als Vereinfachung des Jerusalemkreuzes) zu sehen. Die Helmzier vereint die Ideen des deutschen und christlichen Wingolfs, indem der Schwarz-Weiß geteilte Flug den Reichs- bzw. Bundesadler aufgreift. Die Wingolfsverbindungen führen in ihren Wappen die eigentliche Form des Jerusalemkreuzes, woraus sich die heraldische Sonderform des Weiß-Golds (Metall an Metall) ableitet.
Das älteste Wingolfswappen zeigte ein schwebendes goldenes lateinisches Kreuz auf Schwarz. Ab 1850 war das Wappen des Wingolfs ein goldenes lateinisches Kreuz auf schwarz-weiß schrägrechts geteiltem Grund.

### Farben

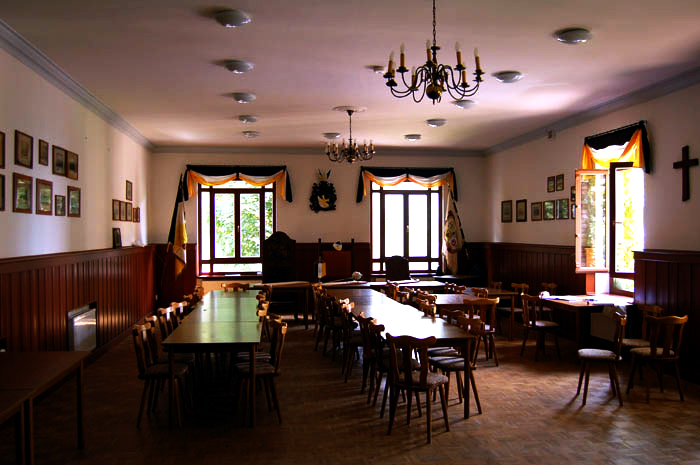
Farben des Wingolf im Kneipsaal des Hallenser Wingolf

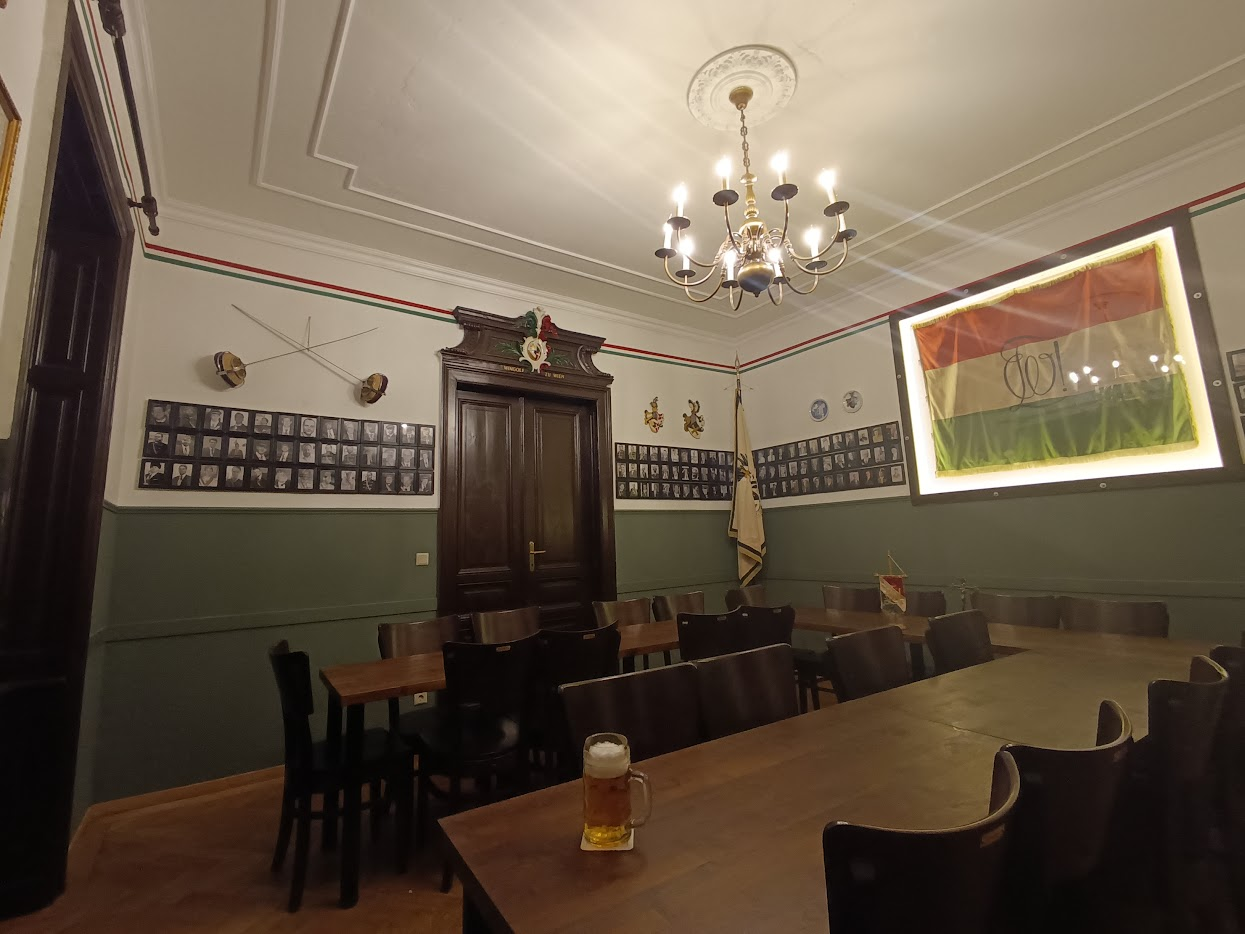
Kneipraum des Wingolf zu Wien mit seiner rot-weiß-grünen Fahne und der Bundesfahne des Wingolfsbundes (Mitte)

Die Farben des Wingolfsbundes sind Schwarz-Weiß-Gold. Diese werden von 21 der 34 aktiven Wingolfsverbindungen getragen; eine Besonderheit ist dabei die Arminia Dorpatensis aus Tartu, deren Farben Schwarz-Weiß-Altgold lauten. Die übrigen Wingolfe tragen meist aus historischen oder lokalen Gründen andere Farbkombinationen.
Die Farben haben folgenden Ursprung: Schwarz und Weiß stammen entweder aus dem kurkölnischen Kreuz im Bonner Stadtwappen oder sind den preußischen Farben entlehnt, allerdings können sie auch eine symbolische Bedeutung haben (Schwarz für die Ernsthaftigkeit, Weiß für die sittliche Reinheit). Gold symbolisiert den christlichen Glauben.
Die Theorie, dass die Farben auf den Reichsfreiherrn Heinrich Friedrich Karl vom und zum Stein zurückgehen, der 1814 diese Farben als zukünftige deutsche Nationalfarben als Kombination der Farben Habsburgs und Preußens vorschlug, stammt aus dem Jahr 1927. Ernst Moritz Arndt soll in seiner Funktion als Steins Privatsekretär von dessen Vorschlag Notiz genommen haben und diesen später dem Bonner Wingolf mitgeteilt haben. Diese Theorie basiert allerdings auf Mutmaßungen, für die keine Belege existieren.

### Bundesnadel
Alle Mitglieder der Wingolfsverbindungen tragen als Bundesnadel das sogenannte Bundesloch. Gestiftet wurde es im Jahr 1925 als unauffälliges Erkennungszeichen unter Bundesbrüdern. Die Bundesnadel hat einen kleinen Ring zu ihrer Spitze und wird am linken Revers getragen. Alle Wingolfsverbindungen tragen goldene, lediglich der Erlanger, der Hallenser und der Erfurter Wingolf Georgia tragen silberne Bundesnadeln. Anstecknadeln mit Farben oder dem Kruckenkreuz ersetzen nicht das Bundesloch, werden aber von vielen am rechten Revers getragen.

### Bundeslied
Das Bundeslied des Wingolfsbundes ist „Es steht auf festem Grunde“. Das fünfstrophige Lied wurde 1867 von Viktor von Strauß und Torney, Ehrenphilister des Erlanger Wingolfs, nach einer Melodie von Johann Friedrich Reichardt gedichtet.

## Wartburgfest

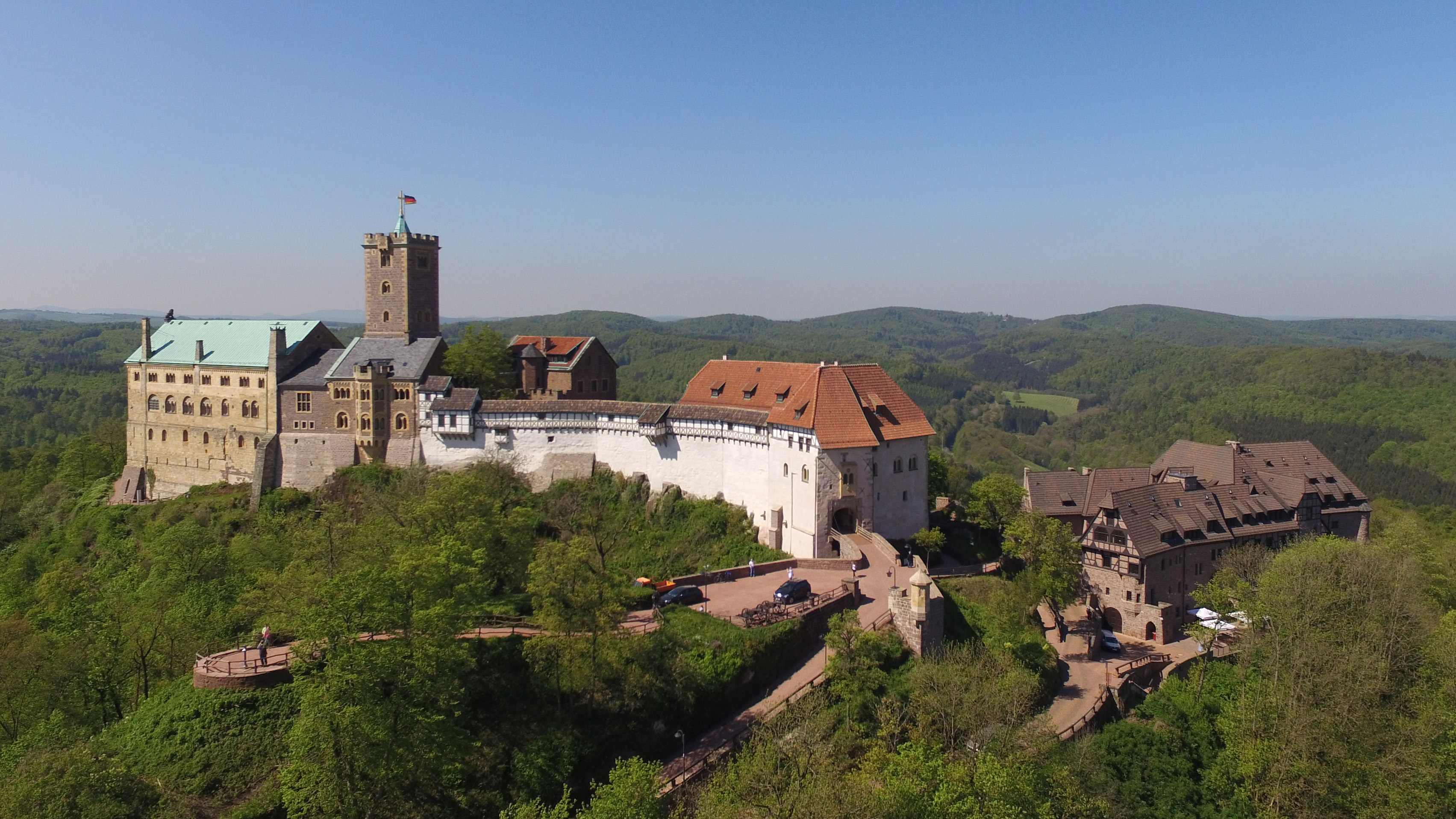
Wartburg zu Eisenach

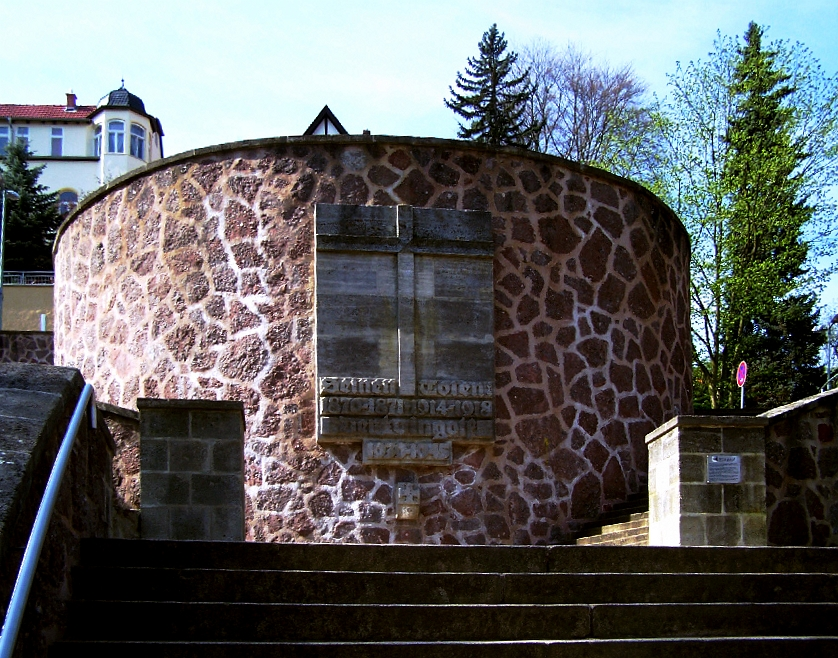
Wingolfsdenkmal in der Innenstadt von Eisenach

Die Wingolfsverbindungen treffen sich seit 1850 alle zwei Jahre in der Woche nach Pfingsten, seit 1951 zu Christi Himmelfahrt zum Wartburgfest des Wingolf. Es findet seit 1991 wieder in Eisenach statt, zum Teil auf der Wartburg, wo die Heilige Elisabeth von Thüringen lebte und Martin Luther die Bibel übersetzte. Teile des Bundesfestes sind ein Festakt auf der Wartburg, die Ernste Feier, das anschließende Totengedenken am Wingolfsdenkmal, ein großer Kommers, Gottesdienste, ein Ball und ein Konzert, zu dem die Bürger der Stadt ausdrücklich eingeladen werden. Das Wartburgfest wird vom Vorort des Wingolfsbundes ausgerichtet.
Nicht zu verwechseln ist das Wartburgfest des Wingolf mit dem Fest der Deutschen Burschenschaft, das in zeitlicher Nähe zu den Bundesfesten des Wingolf ebenfalls in Eisenach stattfindet.

## Bekannte Wingolfiten
Eine Auflistung aller Wingolfiten mit Wikipedia-Eintrag findet sich in der Kategorie:Korporierter im Wingolf.

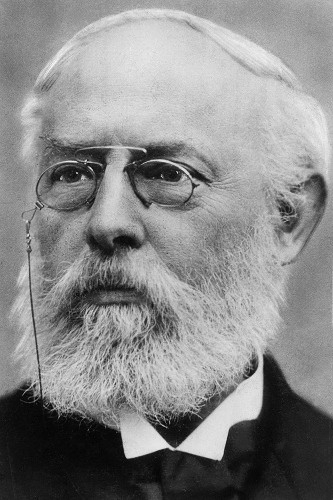
Konrad Duden
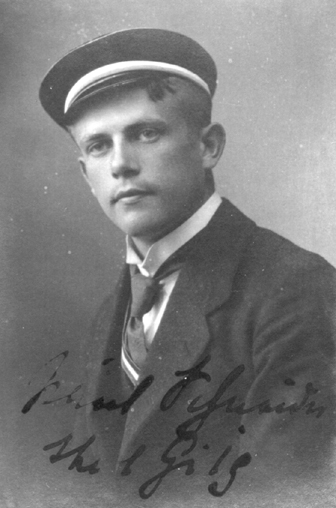
Paul Schneider
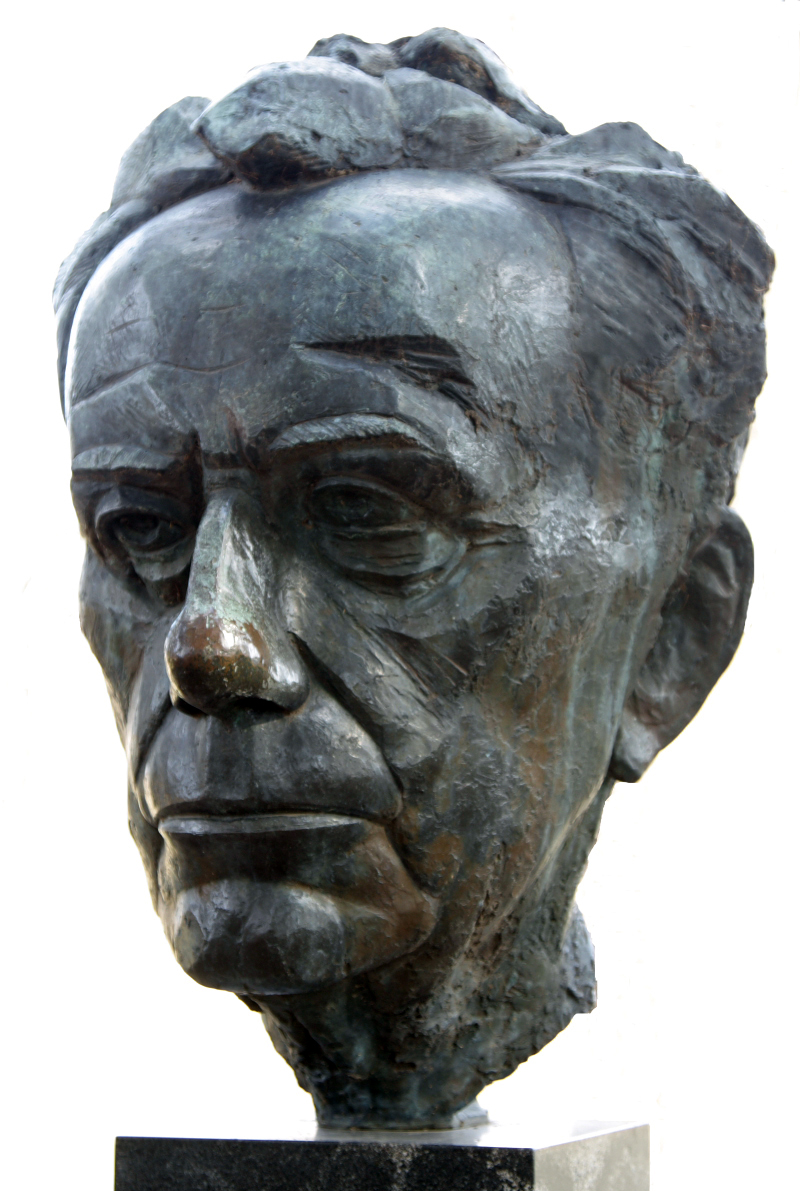
Paul Tillich
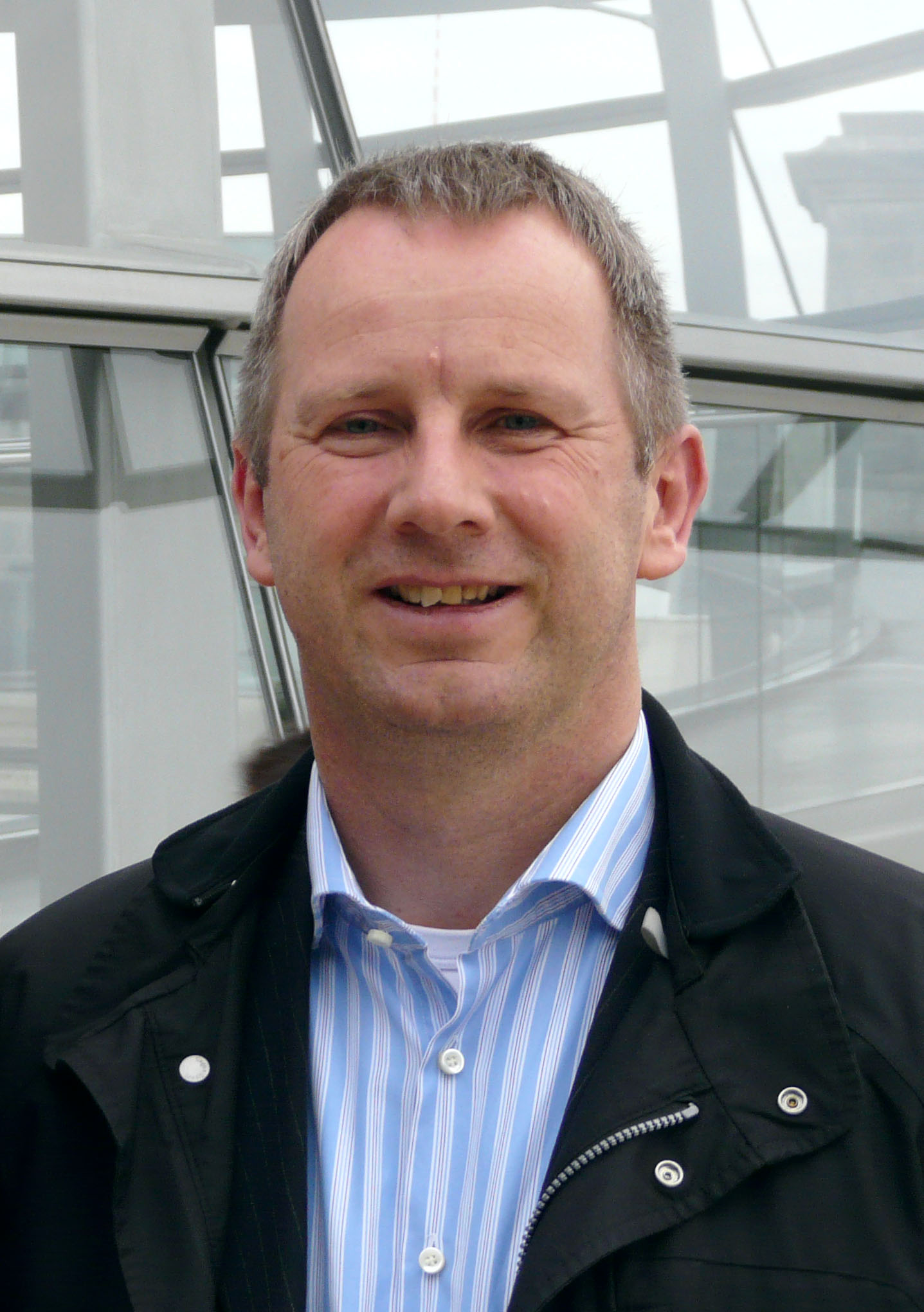
Johannes Kahrs

## Rezeption
Der Asteroid 1556 des Asteroiden-Hauptgürtels erhielt von seinem Entdecker Karl Wilhelm Reinmuth zu Ehren des Heidelberger Wingolfs den offiziellen Namen Wingolfia.
Nach etlichen Gesprächen mit Paul Tillich verarbeitete sein Freund Thomas Mann den Wingolf in seinem 1947 erschienenen Roman „Doktor Faustus“. Die Hauptfigur Adrian Leverkühn ist darin Mitglied der „theologischen Verbindung Winfried“ und beschreibt ausführlich das typisch wingolfitische Verbindungsleben. Tillich hatte an Mann in einem Brief vom 23. April 1943 geschrieben: „Was ich theologisch, philosophisch und menschlich geworden bin, verdanke ich nur zum Teil den Professoren, in überragendem Maße dagegen der Verbindung, wo die theologischen und philosophischen Debatten nach Mitternacht und die persönlichen Gespräche vor Sonnenaufgang für das ganze Leben entscheidend blieben. Musik spielte dabei eine große Rolle und das romantische Verhältnis zur Natur […] verdanke ich vor allem den Wanderungen durch Thüringen und zur Wartburg in jenen Jahren, in Gemeinschaft mit den Verbindungsbrüdern.“